# Représentation LGBT dans l'art
La représentation LGBT dans l'art correspond à l'ensemble des productions artistiques et culturelles mettant en scène les minorités sexuelles et de genre, notamment les personnes lesbiennes, gay, bisexuelles et trans. La représentation LGBT englobe la culture LGBT, qui correspond à la culture partagée par ses personnes, mais aussi d'autres représentations issues de la culture cis et hétérosexuelle dans laquelle les minorités ne se reconnaissent pas.

## Par communauté
- Représentation des lesbiennes (en)
- Représentation de la bisexualité (en)
- Représentation de la transidentité (en)